# Herpsilochmus atricapillus
Herpsilochmus atricapillus е вид птица от семейство Thamnophilidae.

## Разпространение
Видът е разпространен в Аржентина, Боливия, Бразилия и Парагвай.